# Psidium rotundatum
Psidium rotundatum är en myrtenväxtart som beskrevs av August Heinrich Rudolf Grisebach. Psidium rotundatum ingår i släktet Psidium och familjen myrtenväxter. Inga underarter finns listade i Catalogue of Life.